# Gyaltsen Sengge
Gyaltsen Sengge  (1678-1756) was een Tibetaans geestelijke. Hij was de eerste tulku als Tsötritrül. Hij was de drieënvijftigste Ganden tripa van 1732 tot 1739 en daarmee de hoofdabt van het klooster Ganden en hoogste geestelijke van de gelugtraditie in het Tibetaans boeddhisme.
Gyaltsen Sengge werd geboren in 1678 in het district Luchu van Amdo. Als kind trad hij toe tot het klooster van Denchokhor. Lama Tsültrim Sengge nam hem de novietengelofte af en gaf hem de naam Gyeltsen Sengge. Daarna begon hij de basisopleiding aan het klooster, leerde gebeden opzeggen en lezen en schrijven onder leiding van Tsültrim Sengge.
Op de leeftijd van 27 jaar reisde hij naar U-Tsang en schreef zich in bij het Gomang-college van het Drepungklooster. Daar begon hij met een studie filosofie onder Jamjang Dorje (1648-1721/22) die toen abt van Drepung Gomang was. Toen hij 29 jaar was ontving hij de volledige monnikswijding van de 5e Pänchen lama Lobsang Yeshe (1663-1737). Hij zette zijn studie voort bij Jamyang Zhepa en Reting Ngawang Chogden (1677-1751), die hem later als Ganden tripa zou opvolgen.
Gyaltsen Sengge werd benoemd tot abt van het Drulaklooster in Kongpo, de zetel van Dawa Gyaltsen. Na drie jaar keerde hij terug naar Lhasa en schreef zich in bij het Gyuto College waar hij zich toelegde op de tantrastudie. Na afsluiting daarvan werd hij aldaar benoemd tot zangleider wat hij bleef tot 1726. In 1729, op de leeftijd van 52 jaar, werd hij voor een periode van drie jaar abt van het Ganden Jangtse-college.
Gyaltsen Sengge werd in 1732 op de leeftijd van 55 jaar hoofdabt van het Gandenklooster, en bleef dat de gebruikelijke periode van zeven jaar. In die periode liet hij bij het klooster een stoepa bouwen en banieren aanbrengen op het dak van de centrale hal. Ook liet hij nieuwe beelden van Tsongkhapa maken en organiseerde de gebruikelijke religieuze activiteiten.
Volgens biografieën was hij daarna nog 8 jaar abt van een ander klooster, en in 1747 werd hij patroon van Urge Wang, die hem naar Amdo uitnodigde. Hij bezocht het  Labrangklooster en ontmoette Kongchok Jigme Wangpo (1728-1791). 
Trichen Gyaltsen Sengge had een aantal volgelingen die zich ontwikkelden tot eminente geleerden. Onder hen enkele volgende Ganden tripa: de 55e, Ngawang Namkha Zangpo (1690-1750); de 57e, Samten Puntsok (1703-1770); de 58e, Ngawang Chodrak (1707-1778); en de 61e, Ngawang Tsultrim (1721-1791). Hij gaf ook onderricht aan de 6e Chamdo Pagpa Lha, Pakpa Jigme Tenpai Gyatso (1714-1754), en de 5e Kirti, Lobsang Tenpai Gyeltsen (1712-1771).
In 1756 overleed hij op de leeftijd van 79 jaar. Ter gedachtenis werd een zwaar geornamenteerde stoepa gebouwd om zijn overblijfselen te bewaren. Tritrul Lobsang Gyaltsen Sengge, geboren in 1757, werd herkend als zijn reïncarnatie.